# Pawieł Sadyrin
Pawieł Fiodorowicz Sadyrin (ros. Павел Фёдорович Садырин, ur. 18 września 1942 w Permie, zm. 1 grudnia 2001 w Moskwie) – rosyjski piłkarz występujący na pozycji pomocnika, oraz trener piłkarski. Przez dziesięć lat był zawodnikiem Zenitu Leningrad. Po zakończeniu kariery piłkarskiej rozpoczął pracę szkoleniową. Największe sukcesy odniósł w drugiej połowie lat 80.; w 1984 doprowadził Zenit do pierwszego tytułu mistrza Związku Radzieckiego, a rok później zdobył z nim Puchar tego kraju. W 1991 powtórzył te osiągnięcia z CSKA Moskwa. Po rozpadzie ZSRR został pierwszym po wojnie selekcjonerem reprezentacji Rosji, z którą awansował do Mundialu 1994, ale po słabym występie na mistrzostwach, spowodowanym m.in. odsunięciem od zespołu dotychczasowych liderów, podał się do dymisji. Później pracował ponownie w Zenicie i CSKA, ale nie potrafił nawiązać z nimi do osiągnięć z lat 80.

## Kariera piłkarska
Był wychowankiem Zwiezdy Perm, klubu z rodzinnej miejscowości. W 1965 przeniósł się do Zenitu Leningrad, który wówczas krążył między pierwszą a drugą ligą. W jego barwach rozegrał łącznie 333 mecze i strzelił 37 goli.
Zakończył karierę w 1975, w wieku 33 lat.

## Kariera szkoleniowa
Od 1978 pracował w sztabie szkoleniowym Zenitu Leningrad. W 1983 objął stanowisko pierwszego trenera i w ciągu czterech sezonów zdobył pierwsze dla tego klubu mistrzostwo kraju oraz Puchar i Superpuchar Związku Radzieckiego. Druga połowa lat 80. to najbardziej owocny okres w historii Zenitu.
Niedługo później trafił do drugoligowego CSKA Moskwa, który już w pierwszym sezonie wprowadził do ekstraklasy, a dwa lata później doprowadził do tytułu mistrzowskiego oraz zwycięstwa w rozgrywkach o Puchar kraju. Sadyrin był spadkobiercą sowieckiej myśli szkoleniowej, w której trener był postacią wiodącą, nadrzędną, miał cechy wymagającego, surowego wodza, zachowującego dystans do zawodników.
Po ostatecznym rozpadzie Związku Radzieckiego w 1992 powstała reprezentacja Rosji. Jej pierwszym selekcjonerem został właśnie Sadyrin. Metody szkoleniowe, które przyniosły sukces w pracy klubowej, tym razem stały się przyczyną konfliktu z piłkarzami. Zespół awansował do Mundialu 1994, ale już na wiele miesięcy przed rozpoczęciem turnieju przeciw selekcjonerowi zbuntowała się grupa liderów drużyny, występująca na co dzień w klubach Europy Zachodniej. Zarzucali mu despotyzm. Sadyrin zapowiedział, że każdy zawodnik, który będzie go krytykował, nie pojedzie na mistrzostwa. W domu zostali więc Igor Szalimow, Andriej Kanczelskis, Igor Koływanow i Siergiej Kiriakow. Już w Stanach Zjednoczonych selekcjonera skrytykował Siergiej Juran i został odsunięty od zespołu. Nie najlepsza atmosfera panująca wokół reprezentacji, konflikty wewnątrz drużyny oraz brak liderów sprawiły, że Rosjanie przegrali dwa pierwsze spotkania (0:2 z Brazylią i 1:3 ze Szwecją). W ostatnim Sadyrin dał szansę dotychczasowym rezerwowym, którzy wysoko (6:1) ograli Kamerun. Pięć goli w tamtym meczu strzelił zastępujący Kiriakowa Oleg Salenko.
Po turnieju selekcjoner został zmieniony przez Olega Romancewa. Powrócił do Zenitu, grającego wtedy w drugiej lidze, i w 1995 wprowadził go z powrotem do ekstraklasy. Później szkolił piłkarzy CSKA Moskwa oraz drugoligowego Rubinu Kazań. Również w kwietniu 2000 został zaproszony na stanowisko selekcjonera narodowej reprezentacji Uzbekistanu, z którą 18 maja przegrał 0-2 z Tajlandią, po czym podał się do dymisji.
Zmarł na raka w grudniu 2001. Miał 59 lat. Pochowany na Cmentarzu Kuncewskim w Moskwie.

## Sukcesy szkoleniowe
- mistrzostwo ZSRR 1984, finał Pucharu ZSRR 1984, Puchar 1985, Superpuchar ZSRR 1985 z Zenitem Leningrad
- awans do ekstraklasy w sezonie 1994–1995 z Zenitem Petersburg
- mistrzostwo ZSRR 1991, Puchar ZSRR 1991 oraz awans do Wyższej Ligi w sezonie 1988–1989 z CSKA Moskwa